# Saressee
Der Saressee (tadschikisch кӯли Сарез Köli Sarez) ist ein See im östlichen Tadschikistan (Zentralasien). 

## Geographie
Der zumeist tiefblaue See befindet sich im Gebiet Berg-Badachschan im Hochgebirge des Pamir, etwa 75 km (Luftlinie) westlich des Dorfs Murgab. Er wird vom Fluss Murgab durchflossen.

## Geschichte
Der Saressee entstand am 18. Februar 1911 durch einen gewaltigen Bergsturz, ausgelöst durch ein Erdbeben der vermuteten Stärke 8 bis 9 auf der Richterskala. Er riegelte das tief eingeschnittene Tal des Flusses Murgab mit etwa 2 bis 2,2 km³ Erd- und Gesteinsmaterial vollständig ab und begrub das Dorf Usoi unter sich. 
Durch diesen Bergsturz entstand außerdem der Shadausee, ein weiterer kleiner See, der etwas abseits des Saressees rechtwinklig nach Südwesten zeigt.
Der durch den Bergsturz entstandene und nach dem verschütteten Dorf benannte Usoi-Damm (auch Usoj- bzw. Usojskij-Verschüttung bzw. -Versperrung genannt) ist an der Krone beachtliche 5 km lang und an der Basis maximal 3,2 km breit. An der niedrigsten Stelle seiner Dammkrone ist er etwa 567 m hoch. Damit ist er der höchste natürlich entstandene Damm der Erde und übertrifft die Höhe des höchsten künstlich geschaffenen Damms, des Nurek-Staudamms, deutlich.
In den Jahren nach der Dammentstehung bildete der Fluss Murgab einen 55,8 km langen, maximal 3,3 km breiten und bis rund 500 m tiefen Natursee, der maximal 16,074 km3 Wasser enthält, was mehr als das fünffache Volumen des Starnberger Sees ist. Der Wasserspiegel des Saressees liegt mehr als 38 m unter dem niedrigsten Punkt der Dammkrone. Der Saressee (wie auch der Shadausee) hat keinen offenen Abfluss; sein Wasser sickert durch den Damm und tritt auf dessen Talseite etwa hundert Meter tiefer als der Seespiegel in einer „Quelle“ als Gebirgsfluss mit einem Volumenstrom von 35 bis 70 m3/s wieder aus.
Der Saressee wird von zahlreichen Bergen bzw. Gebirgsketten gesäumt, welche die beim derzeitigen Vollstau in 3263 m Höhe liegende Wasseroberfläche, die bei einer Messung von 1987 auf 79,6 km2 beziffert wurde, um mindestens 2416 m Höhe überragen. Beispielsweise befindet sich unmittelbar nördlich des Damms ein 5679 m hoher, vergletscherter Berg, dem südlich zwei 5525 m bzw. 5273 m hohe Berge vorgelagert sind, deren direkt benachbarte Bergflanken der Ort des Bergsturzes von 1911 waren. Aufgrund der zumeist sehr steil abfallenden und zugleich unbewachsenen Bergflanken hat der See kaum ausgebildete Uferbereiche, sodass er verkehrsmäßig nicht bzw. nur über Wege und Pfade, die beispielsweise zum Damm führen, erschlossen ist.
Der Saressee bzw. Usoi-Staudamm ist einer von mehreren kleineren und größeren Seen bzw. Einsturzversperrungen, die in Tadschikistan bzw. im Pamir durch Erdbeben verursacht wurden.

## Gefahrenquelle
Geologen befürchten, dass der möglicherweise instabile Usoi-Damm während eines weiteren starken Erdbebens brechen könnte, was zu einer verheerenden Katastrophe führen würde:
Wenn der Damm tatsächlich bräche, würden sich die Wassermassen des Saressees über den Murgab, Bartang, den Pandsch und den Amudarja in Richtung des Aralsees ergießen und nicht nur die Uferregionen dieses Flusslaufs in Tadschikistan, Afghanistan, Usbekistan und Turkmenistan überfluten. Davon wären etwa 5 Millionen Menschen sowie auch die Flora und Fauna in der gesamten Region betroffen. Dabei würde sich Forschungen zufolge eine anfangs 150 bis 170 m hohe Flutwelle in das Tal ergießen, die noch am Amudarja die Höhe eines zweistöckigen Hauses aufweisen könnte.
Zudem stellt das aus dem See abfließende Wasser an sich eine potenzielle Gefahrenquelle dar: Das Seewasser läuft nicht über die Dammkrone, sondern versickert in der seeseitigen Böschung. Befürchtet wird, dass das Filtrationswasser dabei immer größere Hohlräume ausspült, wodurch der Usoi-Damm allmählich an Stabilität verlieren würde. Auf der tal- bzw. luftseitigen Böschung tritt das Wasser weit unterhalb der Dammkrone als Gebirgsfluss aus; unterhalb dieser „Quelle“ bildet der Murgab im Bereich des Damms eine stets größer werdende Schlucht aus, sodass der Damm allmählich abgetragen wird. Weil des Weiteren aufgrund der Globalen Erwärmung die Gletscher des Pamir im zunehmenden Maß abschmelzen, stieg der Wasserspiegel in den letzten Jahren von 3239 m auf 3263 m Seehöhe an, ein Zuwachs von fast 25 m, der den Wasserdruck auf den Damm steigert und die Seefläche auf knapp über 80 km² anwachsen ließ. In den Winterhalbjahren, wenn die Gletscher nicht schmelzen, sinkt der Wasserspiegel um bis zu 12 m ab, um danach wieder anzusteigen.
Viel größer als die Gefahr eines Dammbruchs ist ein absehbarer Einsturz bzw. ein Abrutschen einer dem Staudamm in rund 4 km Entfernung gegenüberliegenden Felswand, an der sich eine 1,5 km lange Felsspalte gebildet hat. Bereits bei einem leichten Erdbeben könnte diese Wand in den See stürzen, wobei etwa 0,5 bis 1 km3 Gestein in den Saressee rutschen würde. Die durch die Wasserverdrängung entstehende Flutwelle würde die Wassermassen gegen die Ufer und möglicherweise über den Damm treiben. Im ungünstigsten Fall würde dies zum teilweisen oder gänzlichen Zusammenbruch des Damms führen, was in den Tälern unterhalb des Damms zu einer Katastrophe führen würde.
Aufgrund all dieser Gefahrenquellen wurde im Jahr 2004 am Usoi-Damm eine Erdbeben-Überwachungsanlage installiert. Parallel dazu wurden in den flussabwärts im Murgab- bzw. Bartang-Tal liegenden Dörfern Sirenen errichtet, die über Solar- und Akkustrom versorgt werden, sodass sie im Idealfall rund um die Uhr einsatzbereit sind.